# Sydney Youngblood
Sydney Youngblood, född 2 december 1960 i San Antonio, Texas, USA, är en amerikansk sångare. I slutet av 1980-talet hade han två stora hitar med låtarna "If Only I Could" och "Sit and Wait".

## Diskografi
- 1989 – Feeling Free
- 1990 – Sydney Youngblood
- 1991 – Passion, Grace and Serious Bass...
- 1993 – Just The Way It Is
- 1994 – The Hat Won't Fit